# Episodi di Summer Dreams (quarta stagione)
La quarta stagione di Summer Dreams è stata trasmessa in anteprima esclusiva in Francia a partire dal 5 luglio 2010 dalla rete France 2.
In Italia il primo blocco della stagione (ep. 1-26) viene trasmesso saltuariamente con mini-maratone notturne su Italia 1 dal 31 marzo 2013 e, simultaneamente, in orario pomeridiano su La 5 dal 1º aprile 2013 al 17 aprile 2013.
| nº | Titolo originale | Titolo italiano           | Prima TV Francia | Prima TV Italia |
| -- | ---------------- | ------------------------- | ---------------- | --------------- |
| 1  | Episode 79       | Un passato scomodo        | 5 luglio 2010    | 31 marzo 2013   |
| 2  | Episode 80       | Un amico poco fidato      | 5 luglio 2010    | 31 marzo 2013   |
| 3  | Episode 81       | Bugie rischiose           | 6 luglio 2010    | 31 marzo 2013   |
| 4  | Episode 82       | Il coraggio della verità  | 6 luglio 2010    | 31 marzo 2013   |
| 5  | Episode 83       | Una brutta abitudine      | 7 luglio 2010    | 31 marzo 2013   |
| 6  | Episode 84       | Filo diretto col Paradiso | 7 luglio 2010    | 31 marzo 2013   |
| 7  | Episode 85       | Il volo della discordia   | 8 luglio 2010    | 4 aprile 2013   |
| 8  | Episode 86       | Litigi                    | 8 luglio 2010    | 4 aprile 2013   |
| 9  | Episode 87       | Maledetti soldi!          | 9 luglio 2010    | 5 aprile 2013   |
| 10 | Episode 88       | Scelta d'amore            | 9 luglio 2010    | 5 aprile 2013   |
| 11 | Episode 89       | L'isola dei gabbiani      | 10 luglio 2010   | 6 aprile 2013   |
| 12 | Episode 90       | Aiuto, arriva papà!       | 10 luglio 2010   | 6 aprile 2013   |
| 13 | Episode 91       | Strategie d'amore         | 12 luglio 2010   | 6 aprile 2013   |
| 14 | Episode 92       | Ladri di.. acquascooter   | 12 luglio 2010   | 6 aprile 2013   |
| 15 | Episode 93       | Una poesia per te         | 13 luglio 2010   | 10 aprile 2013  |
| 16 | Episode 94       | Cuori spezzati            | 15 luglio 2010   | 10 aprile 2013  |
| 17 | Episode 95       | Cronaca di un nuovo amore | 15 luglio 2010   | 11 aprile 2013  |
| 18 | Episode 96       | Miraggi d'amore           | 16 luglio 2010   | 11 aprile 2013  |
| 19 | Episode 97       | L'avvertimento            | 16 luglio 2010   | 12 aprile 2013  |
| 20 | Episode 98       | Furto d'identità          | 17 luglio 2010   | 12 aprile 2013  |
| 21 | Episode 99       | Senso di colpa            | 17 luglio 2010   | 13 aprile 2013  |
| 22 | Episode 100      | Amici fino in fondo       | 19 luglio 2010   | 13 aprile 2013  |
| 23 | Episode 101      | Fine di un amore          | 19 luglio 2010   | 16 aprile 2013  |
| 24 | Episode 102      | Complicazioni             | 20 luglio 2010   | 16 aprile 2013  |
| 25 | Episode 103      | Amori controversi         | 21 luglio 2010   | 17 aprile 2013  |
| 26 | Episode 104      | Quando rinasce un amore   | 21 luglio 2010   | 17 aprile 2013  |
| 27 | Episode 105      |                           | 22 luglio 2010   |                 |
| 28 | Episode 106      |                           | 22 luglio 2010   |                 |
| 29 | Episode 107      |                           | 23 luglio 2010   |                 |
| 30 | Episode 108      |                           | 23 luglio 2010   |                 |
| 31 | Episode 109      |                           | 24 luglio 2010   |                 |
| 32 | Episode 110      |                           | 24 luglio 2010   |                 |
| 33 | Episode 111      |                           | 26 luglio 2010   |                 |
| 34 | Episode 112      |                           | 26 luglio 2010   |                 |
| 35 | Episode 113      |                           | 27 luglio 2010   |                 |
| 36 | Episode 114      |                           | 27 luglio 2010   |                 |
| 37 | Episode 115      |                           | 28 luglio 2010   |                 |
| 38 | Episode 116      |                           | 28 luglio 2010   |                 |
| 39 | Episode 117      |                           | 29 luglio 2010   |                 |
| 40 | Episode 118      |                           | 29 luglio 2010   |                 |
| 41 | Episode 119      |                           | 30 luglio 2010   |                 |
| 42 | Episode 120      |                           | 30 luglio 2010   |                 |